# Дребна мехурка
Дребните мехурки (Utricularia minor) са вид растения от семейство Мехуркови (Lentibulariaceae).
Те са незастрашен вид.
Таксонът е описан за пръв път от Карл Линей през 1753 година.